# کوستانزو سلستینی
کوستانزو سلستینی (انگلیسی: Costanzo Celestini؛ زادهٔ ۱۴ مهٔ ۱۹۶۱) بازیکن فوتبال اهل ایتالیا است.
از باشگاه‌هایی که در آن بازی کرده‌است می‌توان به باشگاه فوتبال آسکولی، باشگاه فوتبال پیزا، باشگاه فوتبال یووه استابیا، باشگاه فوتبال ناپولی، و باشگاه فوتبال آولینو اشاره کرد.